# Liste der Baudenkmäler in Marktoffingen

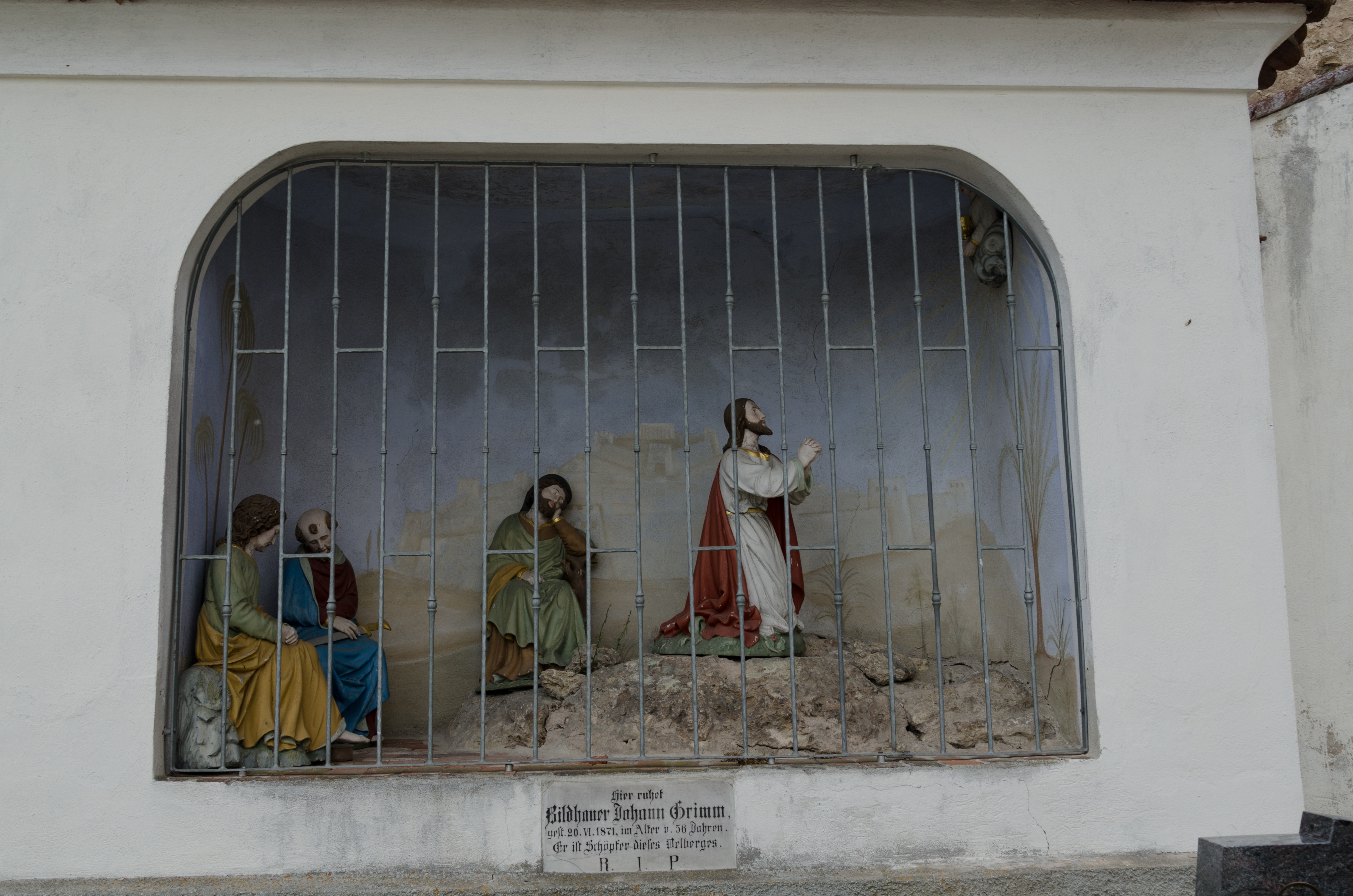
Marktoffingen, Ölbergkapelle

Auf dieser Seite sind die Baudenkmäler in der schwäbischen Gemeinde Marktoffingen zusammengestellt. Diese Tabelle ist eine Teilliste der Liste der Baudenkmäler in Bayern. Grundlage ist die Bayerische Denkmalliste, die auf Basis des Bayerischen Denkmalschutzgesetzes vom 1. Oktober 1973 erstmals erstellt wurde und seither durch das Bayerische Landesamt für Denkmalpflege geführt wird. Die folgenden Angaben ersetzen nicht die rechtsverbindliche Auskunft der Denkmalschutzbehörde.

## Baudenkmäler nach Ortsteilen

### Marktoffingen
| Lage                                              | Objekt                                    | Beschreibung | Akten-Nr.     | Bild                             |
| ------------------------------------------------- | ----------------------------------------- | --- | ------------- | -------------------------------- |
| Bahnhofstraße 1 (Standort)                        | Ehemaliges Benefiziatenhaus               | zweigeschossiger Satteldachbau mit ädikulagerahmtem Portal, Schweifgiebel, Kugelaufsätzen und Giebelknauf, Ende 17. Jahrhundert; Einfriedung, wohl Ende 17. Jahrhundert, Teile im Norden wohl erneuert | D-7-79-177-1  | Ehemaliges Benefiziatenhaus      |
| Hauptstraße (Standort)                            | Katholische Kapelle Hl. Kreuz             | Langhaus mit nicht eingezogenem Rechteckchor mit Quadermalerei, Strebepfeilern und oktogonalem, mit Ecklisenen und Bogenfries gegliedertem Dachreiter im Osten sowie mit nördlich angebauter Sakristei mit darüber liegendem Oratorium, um 1620, nach Brand 1729 erneuert; mit Ausstattung | D-7-79-177-7  | Katholische Kapelle Hl. Kreuz    |
| Hauptstraße 16 (Standort)                         | Ehemaliges Amtshaus                       | über Kellergeschoss aufgesockelter, zweigeschossiger, verputzter Massivbau in Ecklage, mit Walmdach, wohl nach 1728 | D-7-79-177-19 | Ehemaliges Amtshaus              |
| Hauptstraße 26 (Standort)                         | Rathaus                                   | zweigeschossiger Walmdachbau mit Freitreppe und Wappenstein, im Kern 2. Hälfte 18. Jahrhundert | D-7-79-177-4  | Rathaus                          |
| Schulweg 6 (Standort)                             | Katholische Pfarrkirche Mariä Himmelfahrt | befestigte Chorturmkirche, Saalbau mit Architekturmalerei und eingezogenem Rechteckchor im Turm mit unverputztem Quadermauerwerk sowie mit Sakristeianbau im Norden, Turm wohl Ende 12. Jahrhundert, Chorgewölbe 1. Hälfte 13. Jahrhundert, bis 1606 (bezeichnet) Errichtung des Langhauses und wohl auch des Glockengeschosses am Turms, 1774 Erweiterung des Schiffes nach Westen und Erneuerung der Sakristei auf älteren Resten; mit Ausstattung; Torhaus, mit korbbogigem Durchgang und geschweiftem Zeltdach, 16. Jahrhundert; Torhaus, mit Satteldach und stichbogigem Durchgang, 16. Jahrhundert; Friedhofsbefestigung, Unterbau des ehemaligen Wehrgangs und Schießscharten erhalten, wohl 16. Jahrhundert; Friedhof, 16. Jahrhundert; Ölbergkapelle und Grabdenkmal, Rechteckbau mit Walmdach und querrechteckiger Öffnung, 3. Viertel 19. Jahrhundert; mit Ausstattung | D-7-79-177-5  | weitere Bilder                   |
| Ulrichsberg (nördlich der Pfarrkirche) (Standort) | Katholische Kapelle Sankt Ulrich          | Langhaus mit eingezogenem, halbrund geschlossenem Chor und aus der Giebelwand vorkragendem Westturm mit Oktogon, wohl Anfang 12. Jahrhundert errichtet, im späten 17. Jahrhundert verändert, Oktogon und Spitzhelm wohl Mitte 19. Jahrhundert; mit Ausstattung | D-7-79-177-6  | Katholische Kapelle Sankt Ulrich |
| Maihinger Berg (östlich des Ortes) (Standort)     | Feldkapelle Herrgottsruh                  | rechteckiger Bau mit eingezogenem, halbrundem Schluss und durch Pilastergliederung und Schweifgiebel ausgezeichneter Eingangsseite mit stichbogiger Öffnung, Ende 18. Jahrhundert; mit Ausstattung | D-7-79-177-8  | weitere Bilder                   |
| Maihinger Berg (bei der Feldkapelle) (Standort)   | Steinkreuz                                | wohl Sühnekreuz, nachmittelalterlich | D-7-79-177-9  | Steinkreuz                       |

### Minderoffingen
| Lage                           | Objekt                                 | Beschreibung | Akten-Nr.     | Bild                           |
| ------------------------------ | -------------------------------------- | --- | ------------- | ------------------------------ |
| Bühlinger Straße 28 (Standort) | Katholische Marienkapelle              | rechteckiges, halbrund geschlossenes Gehäuse mit einfachen Giebelgesimsen, 18. Jahrhundert; mit Ausstattung | D-7-79-177-10 | Katholische Marienkapelle      |
| Dorfstraße 6 (Standort)        | Ehemaliges Feuerwehrgerätehaus         | erdgeschossiger Satteldachbau mit Ecklisenen und Zahnschnittfries an Traufe und Giebelschrägen, 1. Drittel 19. Jahrhundert | D-7-79-177-12 | Ehemaliges Feuerwehrgerätehaus |
| Dorfstraße 13 (Standort)       | Katholische Pfarrkirche St. Laurentius | romanische, ehemals befestigte Chorturmkirche, Saalbau aus unverputztem, starkem Quadermauerwerk mit Treppenaufgang in der Nordwand, eingezogenem Rechteckchor im Turm mit Oktogon, rechteckiger Apsis und Sakristeianbau im nördlichen Turmwinkel, frühes 12. Jahrhundert, Turmoktogon und Schweifhaube 2. Hälfte 17. Jahrhundert; mit Ausstattung; Friedhofsmauer, wohl 17. Jahrhundert; Friedhof, 17. Jahrhundert; Lourdesgrotte, rechteckiges Gehäuse mit Satteldach, korbbogiger Öffnung, Lisenen, Kämpfer- und Giebelgesimsen, letztes Viertel 19. Jahrhundert; mit Ausstattung; Ölbergkapelle, rechteckiges Gehäuse mit Stichbogenöffnung und Pyramidendach, Mitte 19. Jahrhundert; mit Ausstattung | D-7-79-177-11 | weitere Bilder                 |
| Obere Straße 15 (Standort)     | Katholisches Pfarrhaus                 | zweigeschossiger Satteldachbau mit Ecklisenen, Putzrahmen um die Fenster, Profilgesims an der Sohlbank und Trauf- wie Giebelgesims, um 1840/50; Remise, Anbau mit rechteckiger und stichbogiger Einfahrt sowie Halbwalmdach, um 1840/50 | D-7-79-177-18 | Katholisches Pfarrhaus         |
| Ziegelhof 1 (Standort)         | Wegkapelle                             | rechteckiges Gehäuse mit dreiseitigem Schluss, Ecklisenen und Stufenfries am Giebel, 2. Viertel 19. Jahrhundert; mit Ausstattung | D-7-79-177-15 | Wegkapelle                     |

### Ramstein
| Lage                     | Objekt  | Beschreibung | Akten-Nr.     | Bild    |
| ------------------------ | ------- | --- | ------------- | ------- |
| Ramstein 1, 2 (Standort) | Gutshof | Hauptbau mit Mansard-Walmdach und Zwerchgiebel über Mittelrisalit, wohl Anfang 19. Jahrhundert; drei Nebengebäude der regelmäßigen Vierseithof-Anlage mit Halbwalmdächern, 1. Drittel 19. Jahrhundert | D-7-79-177-16 | Gutshof |

### Wengenhausen
| Lage                      | Objekt                    | Beschreibung | Akten-Nr.     | Bild           |
| ------------------------- | ------------------------- | --- | ------------- | -------------- |
| Wengenhausen 7 (Standort) | Katholische Marienkapelle | Saalbau mit eingezogener, halbrund geschlossener Apsis und oktogonalem Dachreiter über dem Schweifgiebel, nach 1700; mit Ausstattung | D-7-79-177-17 | weitere Bilder |

## Ehemalige Baudenkmäler
In diesem Abschnitt sind Objekte aufgeführt, die früher einmal in der Denkmalliste eingetragen waren, jetzt aber nicht mehr. Objekte, die in anderem Zusammenhang also z. B. als Teil eines Baudenkmals weiter eingetragen sind, sollen hier nicht aufgeführt werden. Aktennummern in diesem Abschnitt sind ehemalige, jetzt nicht mehr gültige Aktennummern.

| Lage                                    | Objekt    | Beschreibung               | Akten-Nr.     | Bild      |
| --------------------------------------- | --------- | -------------------------- | ------------- | --------- |
| Minderoffingen Dorfstraße 26 (Standort) | Hausfigur | 2. Viertel 18. Jahrhundert | D-7-79-177-14 | Hausfigur |

## Abgegangene Baudenkmäler
In diesem Abschnitt sind Objekte aufgeführt, die früher einmal in der Denkmalliste eingetragen waren, jetzt aber nicht mehr existieren, z. B. weil sie abgebrochen wurden. Aktennummern in diesem Abschnitt sind ehemalige, jetzt nicht mehr gültige Aktennummern.

| Lage                                    | Objekt                                       | Beschreibung                                                                                     | Akten-Nr.     | Bild                                         |
| --------------------------------------- | -------------------------------------------- | ------------------------------------------------------------------------------------------------ | ------------- | -------------------------------------------- |
| Marktoffingen Hauptstraße 20 (Standort) | Wohnhaus, ehemals Nebengebäude zum Pfarrhaus | erdgeschossiger Satteldachbau mit Fachwerkgiebel im Osten, Ende 18. Jahrhundert, stark überformt | D-7-79-177-3  | Wohnhaus, ehemals Nebengebäude zum Pfarrhaus |
| Minderoffingen Dorfstraße 18 (Standort) | Bauernhaus                                   | eingeschossiger Bau mit Zwerchgiebel und Stichbogenfenstern, 4. Viertel 19. Jahrhundert          | D-7-79-177-13 | Bauernhaus                                   |